# اس شاه‌تخته
اس شاه‌تخته یک ستاره است که در صورت فلکی شاه‌تخته قرار دارد.